# سيغورد هيل (سياسي)
سيغورد هيل هو شخصية أعمال وقانوني وسياسي نرويجي، ولد في 6 مايو 1950 في برغن في النرويج. نشط حزبياً في حزب المحافظين. وقد انتخب نائب عضو برلمان النرويج ‏ عن دائرة دائرة هوردالان ‏ وقد انضم خلال فترته النيابية ‏ (2017 – 2021) للكتلة البرلمانية حزب المحافظين وفي الانتخابات البرلمانية النرويجية 2013، انتخب عضو برلمان النرويج ‏ عن دائرة دائرة هوردالان ‏ وقد انضم خلال فترته النيابية ‏ (1 أكتوبر 2013 – 30 سبتمبر 2017) للكتلة البرلمانية حزب المحافظين.